# Fröseke
Fröseke is een plaats in de gemeente Uppvidinge in het landschap Småland en de provincie Kronobergs län in Zweden. De plaats heeft 220 inwoners (2005) en een oppervlakte van 58 hectare.